# Singapore op de Olympische Zomerspelen 1996
Singapore nam deel aan de Olympische Zomerspelen 1996 in Atlanta, Verenigde Staten. Er werden geen medailles gewonnen.

## Deelnemers en resultaten

### Atletiek
| Olympiër      | Discipline       | Resultaat | Prestatie                                 |
| ------------- | ---------------- | --------- | ----------------------------------------- |
| Wong Yew Tong | hoogspringen (m) | DNF       | kwalificatie groep A: geen geldige poging |
|               |                  |           |                                           |
| Yvonne Danson | marathon (v)     | 38e       | 2:39.18                                   |

### Badminton
| Olympiër         | Discipline    | Resultaat | Prestatie                                                                                           |
| ---------------- | ------------- | --------- | --------------------------------------------------------------------------------------------------- |
| Zarinah Abdullah | enkelspel (v) | 17e       | 1ste ronde: W van UKR Nosdran: 2-0 (11-3, 11-0) 2de ronde: V van GBR Morgan: 1-2 (9-12, 11-0, 3-11) |

### Schietsport
| Olympiër     | Discipline | Resultaat | Prestatie                                           |
| ------------ | ---------- | --------- | --------------------------------------------------- |
| Lee Wung Yew | trap (m)   | 20e       | kwalificatie: 20ste met 119 punten (24-24-25-24-22) |

### Tafeltennis
| Olympiër      | Discipline    | Resultaat | Prestatie |
| ------------- | ------------- | --------- | --- |
| Jing Jun Hong | enkelspel (v) | 9e        | groep J: 1ste W van PRK Kim: 2-1 W van TPE Xu: 2-0 W van CAN Cada: 2-0 2de ronde: V van CHN Qiao: 0-3 (9-21, 12-21, 14-21) |

### Zeilen
| Olympiër                  | Discipline | Resultaat | Prestatie                                         |
| ------------------------- | ---------- | --------- | ------------------------------------------------- |
| Siew Shaw Her Charles Lim | 470 (m)    | 35e       | 272,0 punten: (PMS-35-32-33-28-31-32-27-28-30-31) |
|                           |            |           |                                                   |
| Tracey Tan                | europe (v) | 27e       | 224,0 punten: (26-27-27-18-26-22-27-27-25-26-27)  |
|                           |            |           |                                                   |
| Ben Tan                   | laser      | 36e       | 284,0 punten: (41-PMS-34-24-27-35-38-37-39-31-19) |

### Zwemmen
| Olympiër                                  | Discipline            | Resultaat | Prestatie                |
| ----------------------------------------- | --------------------- | --------- | ------------------------ |
| Sng Ju Wei                                | 50m vrije slag (m)    | 58e       | serie 3: 7de in 25,04    |
| Sng Ju Wei                                | 100m vrije slag (m)   | 57e       | serie 2: 7de in 53,50    |
| Sng Ju Wei                                | 200m vrije slag (m)   | 37e       | serie 2: 5de in 1.55,51  |
| Sng Ju Wei                                | 400m vrije slag (m)   | 33e       | serie 2: 7de in 4.12,24  |
| Gerald Koh                                | 100m rugslag (m)      | 46e       | serie 2: 6de in 1.00,29  |
| Gerald Koh                                | 200m rugslag (m)      | 36e       | serie 1: 3de in 2.09,86  |
| Desmond Koh                               | 100m schoolslag (m)   | 40e       | serie 2: 7de in 1.06,97  |
| Desmond Koh                               | 200m schoolslag (m)   | DNS       | serie 1: niet gestart    |
| PJ Thum                                   | 100m vlinderslag (m)  | 53e       | serie 2: 5de in 57,07    |
| PJ Thum                                   | 200m vlinderslag (m)  | 41e       | serie 6: 8ste in 2.07,00 |
| Desmond Koh                               | 200m wisselslag (m)   | 32e       | serie 5: 8ste in 2.08,99 |
| Gerald Koh                                | 200m wisselslag (m)   | 34e       | serie 4: 8ste in 2.11,67 |
| Desmond Koh                               | 400m wisselslag (m)   | 26e       | serie 3: 8ste in 4.36,87 |
| Gerald Koh Desmond Koh Sng Ju Wei PJ Thum | 4x200m vrije slag (m) | 14e       | serie 3: 6de in 7.54,19  |
| Gerald Koh Desmond Koh Sng Ju Wei PJ Thum | 4x100m wisselslag (m) | 23e       | serie 3: 8ste in 3.59,51 |
|                                           |                       |           |                          |
| Joscelin Yeo                              | 50m vrije slag (v)    | 44e       | serie 3: 7de in 27,51    |
| Joscelin Yeo                              | 100m vrije slag (v)   | 41e       | serie 3: 8ste in 58,87   |
| Joscelin Yeo                              | 200m vrije slag (v)   | 39e       | serie 3: 8ste in 2.08,10 |
| Joscelin Yeo                              | 100m schoolslag (v)   | 40e       | serie 3: 8ste in 1.14,90 |
| Joscelin Yeo                              | 100m vlinderslag (v)  | 24e       | serie 4: 8ste in 1.02,71 |
| Joscelin Yeo                              | 200m wisselslag (v)   | 32e       | serie 6: 8ste in 2.21,76 |

Afghanistan · Albanië · Algerije · Amerikaanse Maagdeneilanden · Amerikaans-Samoa · Andorra · Angola · Antigua‑Barbuda · Argentinië · Armenië · Aruba · Australië · Azerbeidzjan · Bahama's · Bahrein · Bangladesh · Barbados · België · Belize · Benin · Bermuda · Bhutan · Bolivia · Bosnië en Herzegovina · Botswana · Brazilië · Britse Maagdeneilanden · Brunei · Bulgarije · Burkina Faso · Burundi · Cambodja · Canada · Centraal-Afrikaanse Republiek · Chili · China · Chinees Taipei · Colombia · Comoren · Congo-Brazzaville · Cookeilanden · Costa Rica · Cuba · Cyprus · Denemarken · Djibouti · Dominica · Dominicaanse Republiek · Duitsland · Ecuador · Egypte · El Salvador · Equatoriaal-Guinea · Estland · Ethiopië · Fiji · Filipijnen · Finland · Frankrijk · Gabon · Gambia · Georgië · Ghana · Grenada · Griekenland · Groot-Brittannië · Guam · Guatemala · Guinee · Guinee-Bissau · Guyana · Haïti · Honduras · Hongarije · Hongkong · Ierland · IJsland · India · Indonesië · Irak · Iran · Israël · Italië · Ivoorkust · Jamaica · Japan · Jemen · Joegoslavië · Jordanië · Kaaimaneilanden · Kaapverdië · Kameroen · Kazachstan · Kenia · Kirgizië · Koeweit · Kroatië · Laos · Lesotho · Letland · Libanon · Liberia · Libië · Liechtenstein · Litouwen · Luxemburg ·  Macedonië · Madagaskar · Malawi · Malediven · Maleisië · Mali · Malta · Marokko · Mauritanië · Mauritius · Mexico · Moldavië · Monaco · Mongolië · Mozambique · Myanmar · Namibië · Nauru · Nederland · Nederlandse Antillen · Nepal · Nicaragua · Nieuw-Zeeland · Niger · Nigeria · Noord-Korea · Noorwegen · Oeganda · Oekraïne · Oezbekistan · Oman · Oostenrijk · Pakistan · Palestina · Panama · Papoea-Nieuw-Guinea · Paraguay · Peru · Polen · Portugal · Puerto Rico · Qatar · Roemenië · Rusland · Rwanda · Saint Kitts en Nevis · Saint Lucia · Saint Vincent en Grenadines · Salomonseilanden · Samoa · San Marino · Sao Tomé en Principe · Saoedi-Arabië · Senegal · Seychellen · Sierra Leone · Singapore · Slovenië · Slowakije · Soedan · Somalië · Spanje · Sri Lanka · Suriname · Swaziland · Syrië · Tadzjikistan · Tanzania · Thailand · Togo · Tonga · Trinidad en Tobago · Tsjaad · Tsjechië · Tunesië · Turkije · Turkmenistan · Uruguay · Vanuatu · Venezuela · Verenigde Arabische Emiraten · Verenigde Staten · Vietnam · Wit-Rusland · Zaïre · Zambia · Zimbabwe · Zuid-Afrika · Zuid-Korea · Zweden · Zwitserland